# Ferrocarril del Pacífico (Chile)
Die Ferrocarril del Pacífico S.A., kurz Fepasa, ist eine Eisenbahngesellschaft aus Chile mit Sitz in Santiago de Chile. Ferrocarril del Pacífico ist hauptsächlich im Güterverkehr auf der Schiene tätig und in diesem Bereich der landesweit größte Anbieter von Verkehrsleistungen.

## Geschichte
Die chilenischen Staatsbahnen EFE besaßen im 20. Jahrhundert ein Monopol für den Betrieb von schienengebundenen Verkehrssystemen; doch aufgrund von mangelnder Investitionsbereitschaft verfiel das Schienennetz zusehends. Daher wurde Anfang der 1990er Jahre der Entschluss getroffen, den Güterverkehrssektor in eine eigene Gesellschaft auszugliedern. Zum 15. September 1993 wurde somit die Fepasa gegründet; im Jahr 1994 verkaufte die EFE 51,82 % ihrer Anteile an ein Konsortium, das sie wiederum 2003 an den Hafenbetreiber Puerto Ventanas S.A. des Sigdo-Koppers-Konzerns weiterverkaufte. Die Fepasa ist seither formal ein privates Eisenbahnverkehrsunternehmen. Durch Investitionen in das Schienennetz und in die Fahrzeuge während der ersten Jahre nach der Privatisierung konnte das Transportvolumen im Vergleich zu den Zeiten der Staatsbahnen gesteigert werden.

## Tätigkeit

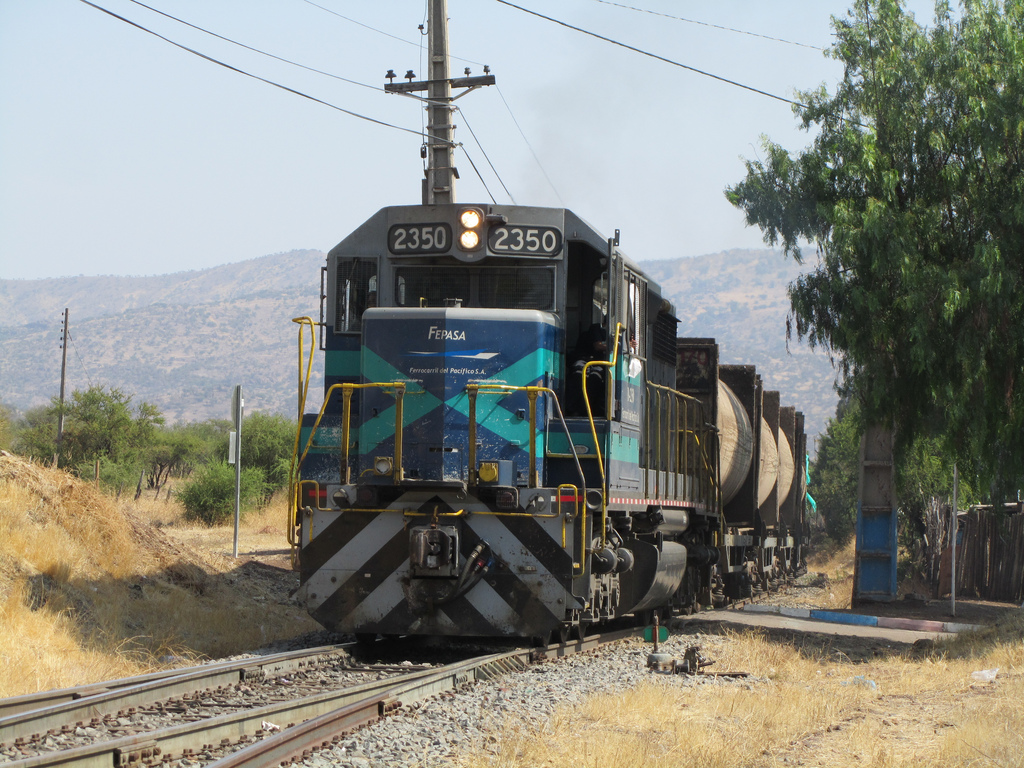
Lokomotive des Typs EMD SD39 der Fepasa

Die Fepasa ist, neben einigen wenigen straßengebundenen Verkehrsleistungen, hauptsächlich im Güterverkehr auf der Schiene tätig. Hier nutzt die Fepasa insbesondere die Breitspurstrecken (1676 mm) zwischen dem Großraum Santiago de Chile mit Valparaíso und Puerto Montt. Mit dem verbliebenen Abschnitt der Bahnstrecke Mendoza–Los Andes befährt die Gesellschaft jedoch auch eine in Meterspur ausgeführte Bahnstrecke. 
Die Kunden der Fepasa stammen vor allem aus Land- und Forstwirtschaft, Papierindustrie sowie Bergbau. Das Unternehmen bietet ferner eine 600 Kilometer lange Verbindung zwischen den größten Containerhäfen des Landes an. Außerdem transportierte die Fepasa bis April 2021 mehr als 50 % des Abfalls der Stadt Santiago de Chile in speziell umgebauten Wagen zu den östlich gelegenen Deponien.
2021 wurden etwa 6,6 Millionen Tonnen Güter bei einer Gesamttransportleistung von 1204 Mio. tkm befördert. Damit und mit verbundenen Leistungen wurde ein Umsatz von 71499 Millionen CLP und ein Vorsteuergewinn (EBT) von 5695 Millionen CLP erwirtschaftet. Die Fepasa ist damit die größte im Schienengüterverkehr tätige Bahngesellschaft Chiles.

## Fahrzeuge
Im Jahresbericht 2021 führt die Fepasa folgende Fahrzeuge:
- für den Streckendienst
  - 4 elektrische Lokomotiven mit einer Spurweite von 1676 mm
  - 43 Diesellokomotiven mit einer Spurweite von 1676 mm
  - 3 Diesellokomotiven mit einer Spurweite von 1000 mm
- für den Rangierdienst
  - 22 Diesellokomotiven mit einer Spurweite von 1676 mm
  - 1 Diesellokomotive mit einer Spurweite von 1000 mm
- insgesamt 1967 Güterwagen beider Spurweiten, davon 1229 Flachwagen